# Золотой мост
Золото́й мост — вантовый мост через бухту Золотой Рог во Владивостоке. Был построен в рамках программы подготовки города к проведению саммита АТЭС, открытие состоялось 11 августа 2012 года. Является одной из главных достопримечательностей города.

## История
Идея строительства моста через Золотой Рог была выдвинута ещё в конце XIX века. В разное время её реализации мешали русско-японская война, Первая мировая, революция, Вторая мировая война и перестройка.
В 1959 году Никита Сергеевич Хрущёв выдвинул лозунг сделать Владивосток городом лучшим, чем Сан-Франциско. В 1969 году мост был включён в генеральный план застройки города, но так и не был построен.
30 декабря 2005 года губернатор Приморского края Сергей Дарькин подписал постановление «О строительстве моста через бухту Золотой Рог», и через 9 месяцев были оглашены итоги тендера на проектирование. Проект мостового перехода был разработан в 2007 году консорциумом проектировочных организаций OAO «Ленгипротранс», ЗАО «Гипростроймост — Санкт-Петербург», Приморгражданпроект (Владивосток) и Leonhardt, Andre und Partner (Германия). ЗАО «Институт Гипростроймост — Санкт-Петербург» является генеральным проектировщиком всего объекта, включая вантовый мост, тоннель и транспортные развязки.
18 июня 2008 года были подведены итоги конкурса на строительство моста. Генеральным подрядчиком стала Тихоокеанская мостостроительная компания (ТМК), субподрядчиками — Дальмостострой, Примавтодор и ряд других организаций. Строительство моста, разбитое на шесть этапов, шло параллельно с созданием рабочей документации. Сдача объекта принимающей комиссии состоялась в 2012 году.
25 июля 2008 года: началось строительство туннеля под площадью фуникулёра для въезда на мост со стороны ул. Гоголя. Длина туннеля составила 250 м, высота — 5,7 м, ширина — 2 × 9 м (по две полосы в обе стороны, направления движения разделены сплошной бетонной стеной).

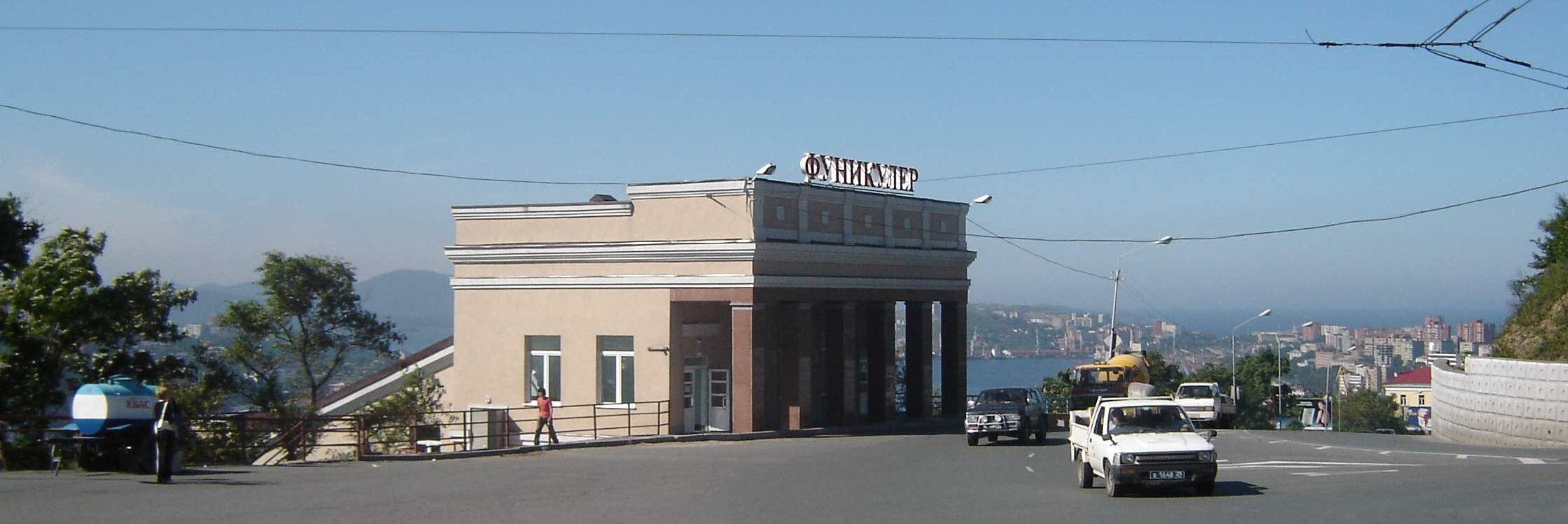
Площадь фуникулёра (август 2005)
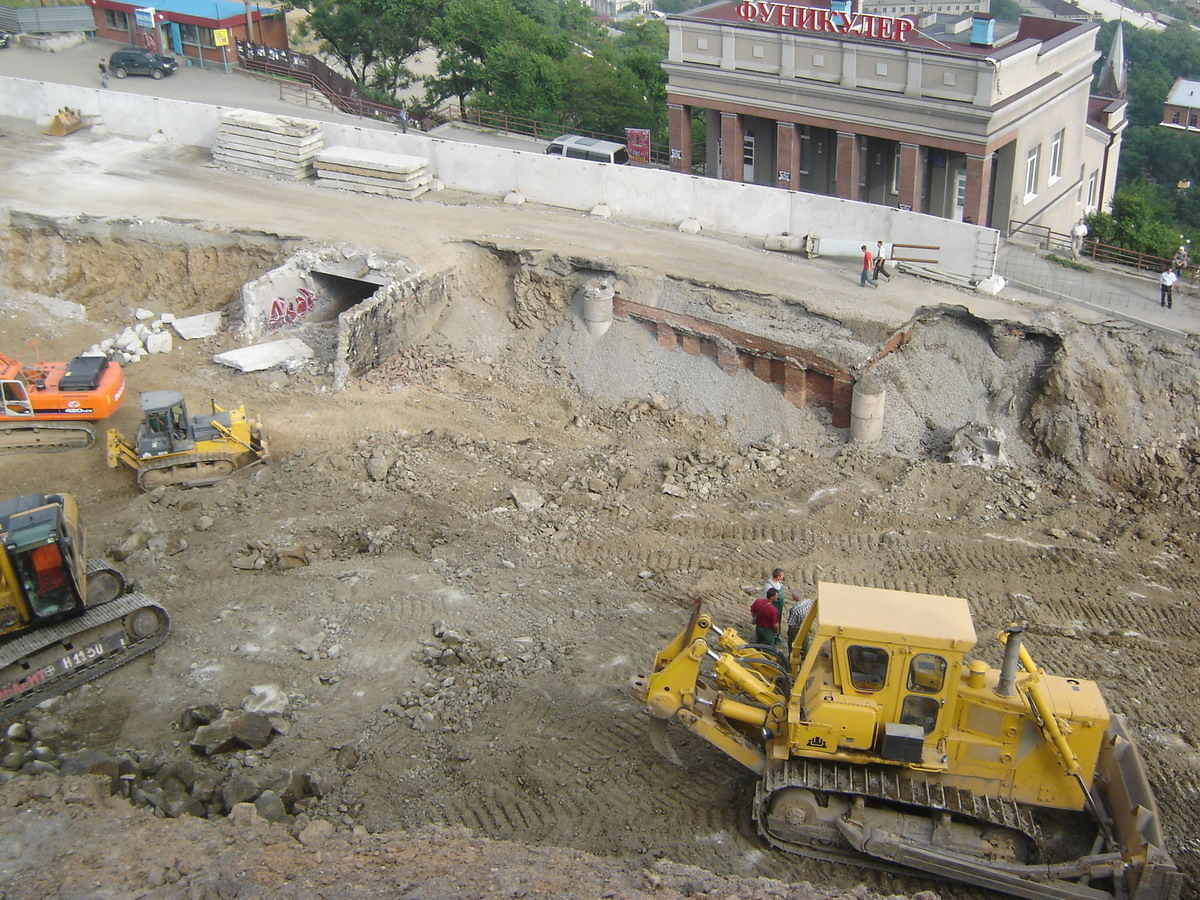
Начало строительства (август 2008)
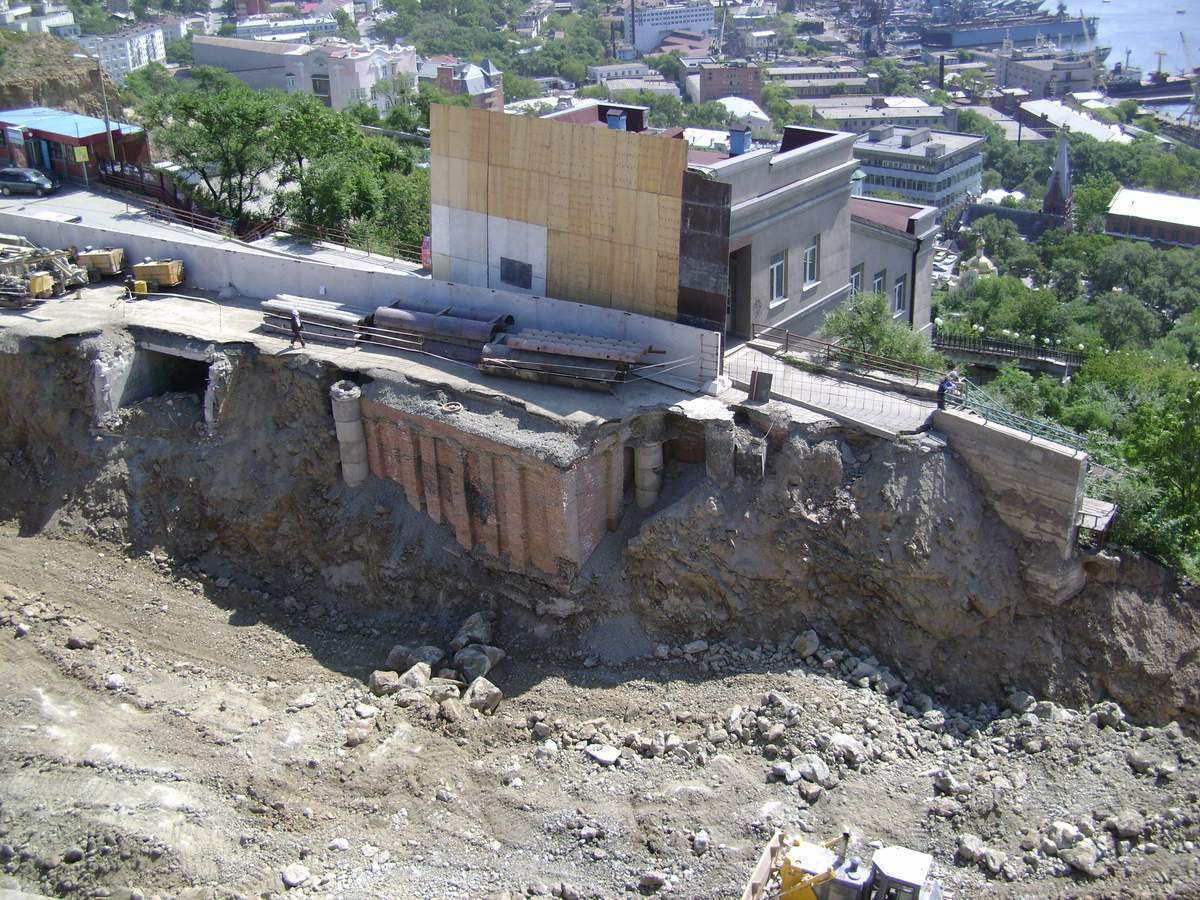
Начало строительства (сентябрь 2008)
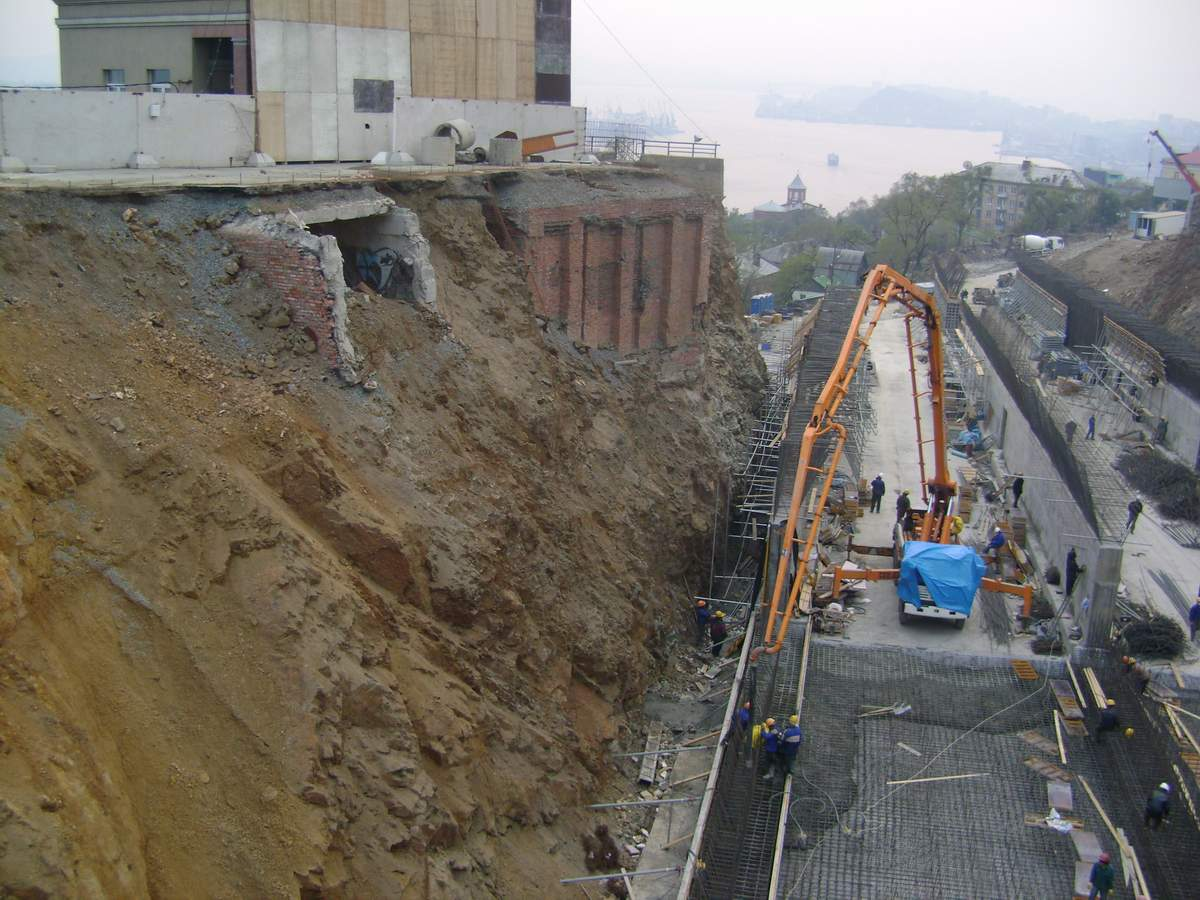
Бетонирование туннеля (октябрь 2008)

5 августа 2009 года: для опор путепровода моста через Золотой Рог во Владивостоке пробурена первая скважина.
10 сентября 2009 года: мостовики начали бетонирование первого пилона моста через бухту Золотой Рог.
17 ноября 2009 года: на проектную высоту выведены седьмая и шестая опоры моста через бухту Золотой Рог во Владивостоке, расположенные со стороны центра города. Продолжается укладка бетона в пилоны-близнецы — это самые высокие опоры (№ 8, 9), находящиеся на противоположных сторонах бухты Золотой Рог. Мостостроители приступили к установке главных ригелей на временные опоры, на которые будет надвигаться пролётное строение моста.
14 января 2010 года: первый пилон моста через бухту Золотой Рог во Владивостоке, который строится в районе 36 причала, достиг высоты 40 метров.
28 февраля 2010 года: примерно в 6 часов утра произошло возгорание опалубки опоры № 9 (пилон) со стороны мыса Чуркина. Предположительно причиной пожара могли стать тепловые пушки, поддерживающие температурный режим.
12 декабря 2011 года: в 20:09 произошло возгорание бетонируемой опалубки, огонь быстро охватил конструкцию, площадь пожара составила примерно 500 квадратных метров. Пожару присвоили наивысшую третью степень для строящихся объектов, пожар удалось локализовать в 2 часа 41 минуту 13 декабря. Жертв и пострадавших нет.
14 апреля 2012 года: была установлена центральная секция моста, соединившая его северную и южную части.
28 апреля 2012 года: в 14:30 была завершена сварка заключительного шва на пролёте моста.
11 августа 2012 года: в 11:00 состоялась торжественная церемония открытия моста через бухту Золотой Рог.
С 2012 года по мосту в течение трёх лет осуществлялось движение пешеходов. Однако по заявлению прокуратуры Приморского края суд признал недействующим приказ департамента дорожного хозяйства администрации Приморья, разрешающий пешеходное движение по мосту через бухту Золотой Рог, и с 18 августа 2015 года пешее передвижение по мосту было запрещено. Было, в частности, сказано, что приказ, разрешавший движение пешеходов, противоречил федеральным законам о противодействии терроризму, о транспортной безопасности, Градостроительному кодексу РФ, поскольку пешеходное движение по объекту не предусмотрено проектной документацией моста, и фактически осуществлялось по технологическим проходам шириной до 0,75 м, предназначенным только для обслуживания моста Отмечалось также, что мост закрыли для пешеходов после плановой проверки совместно с ФСБ.

Этапы строительства
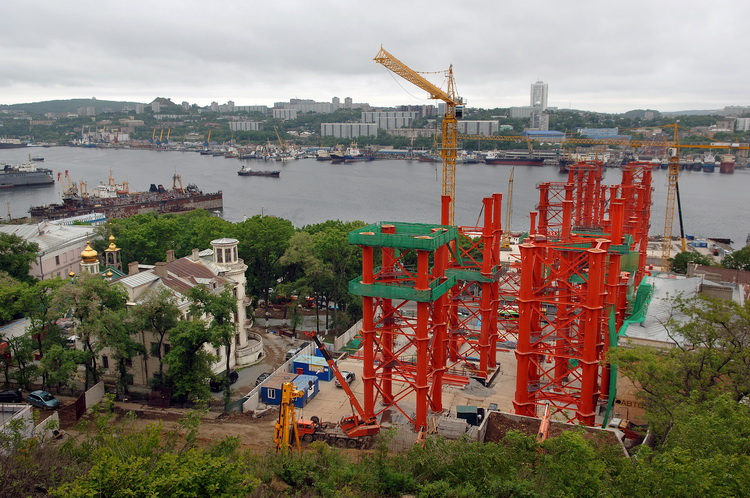
Июнь 2009
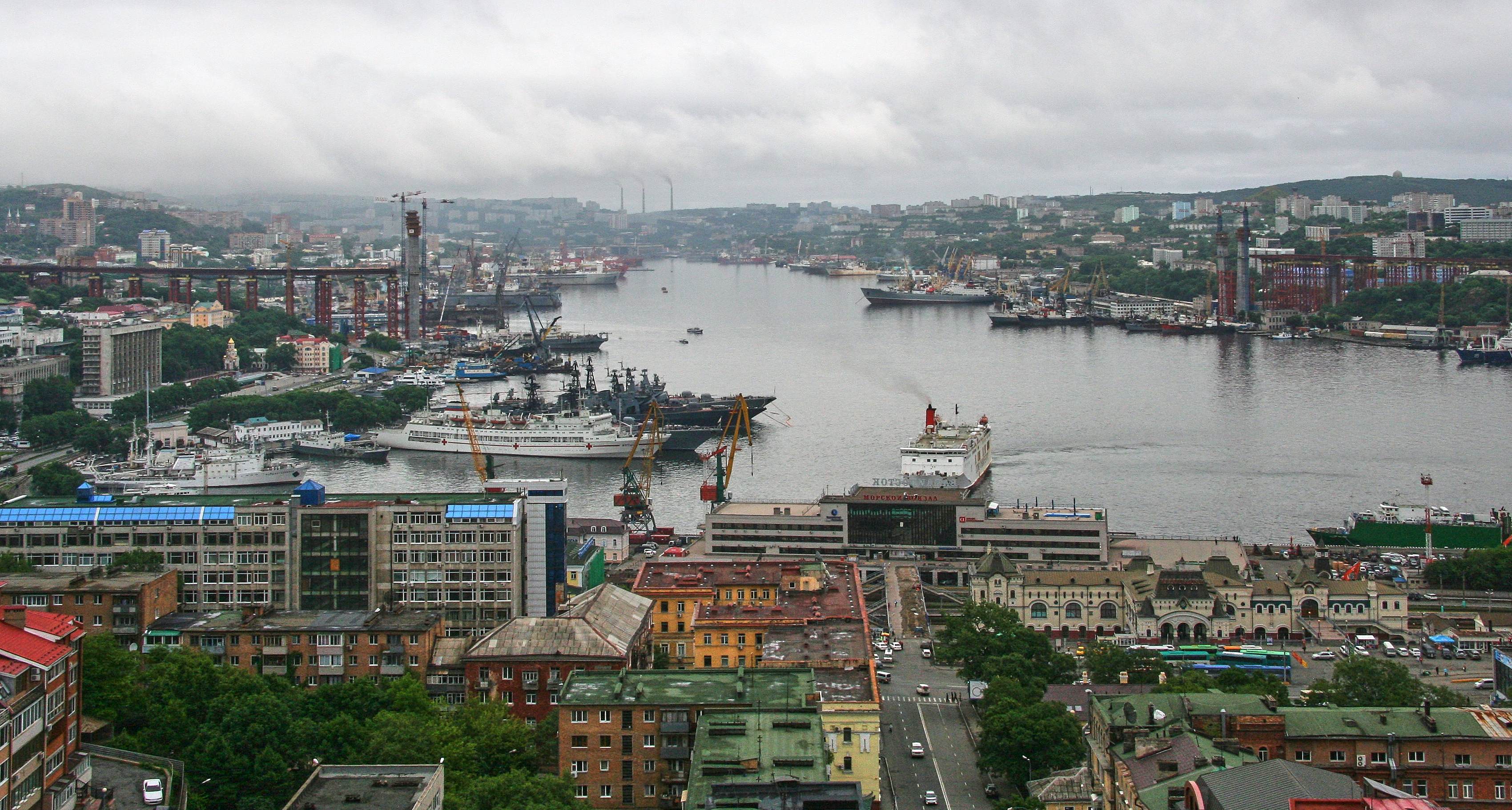
Июль 2010
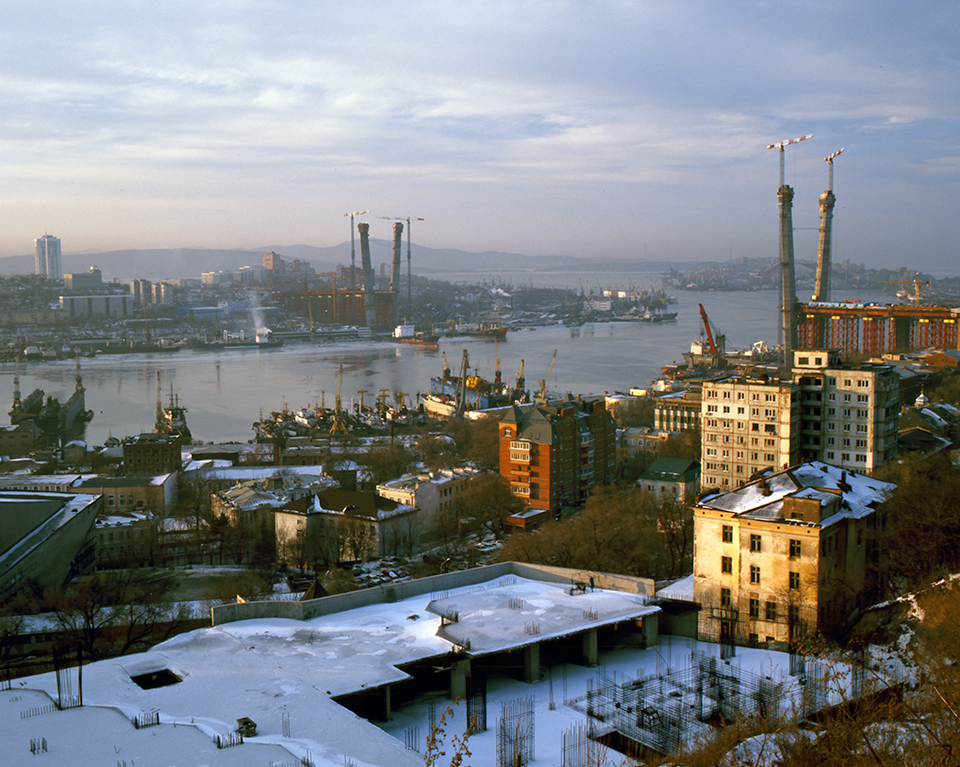
Апрель 2011
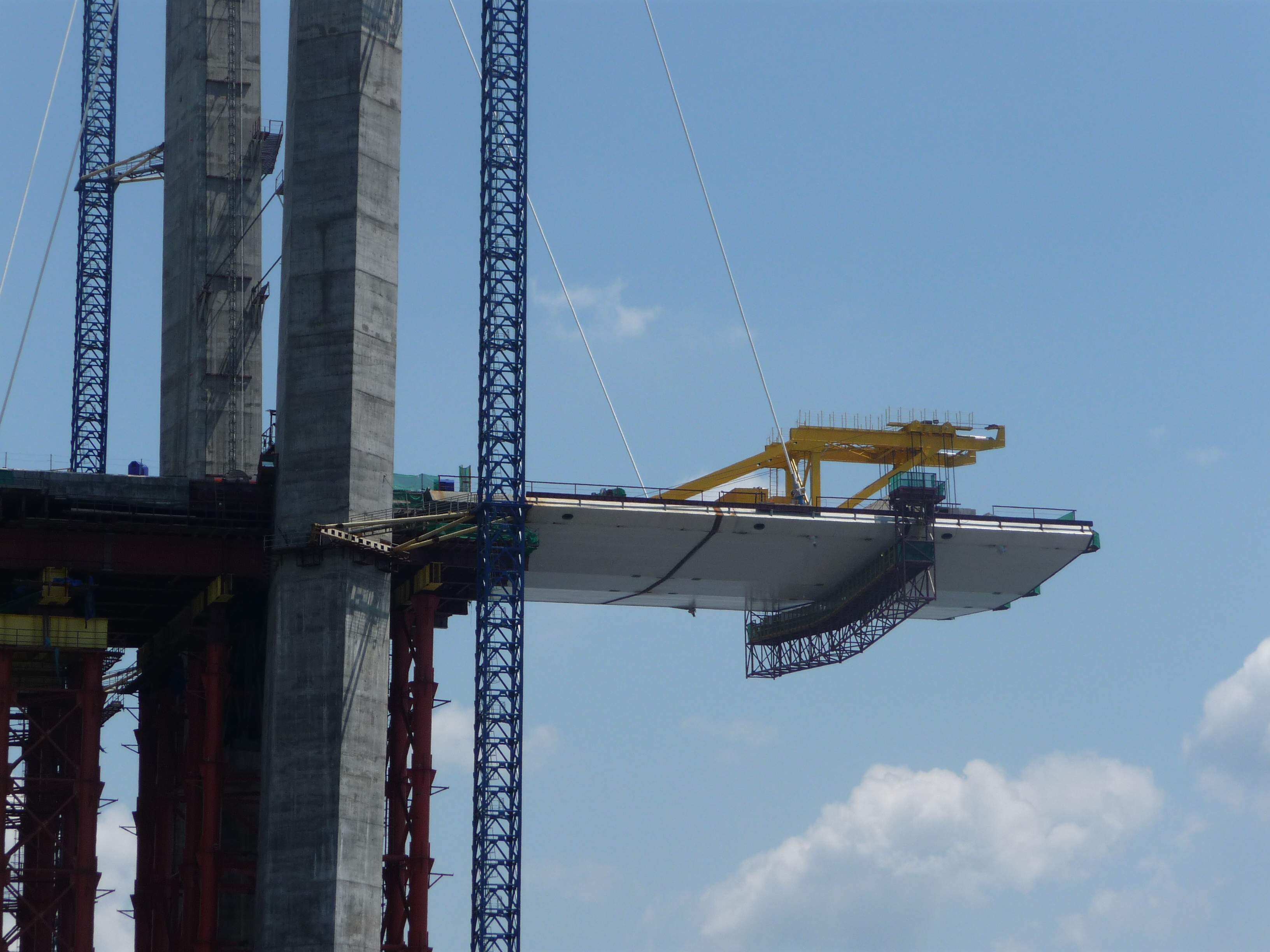
Июль 2011
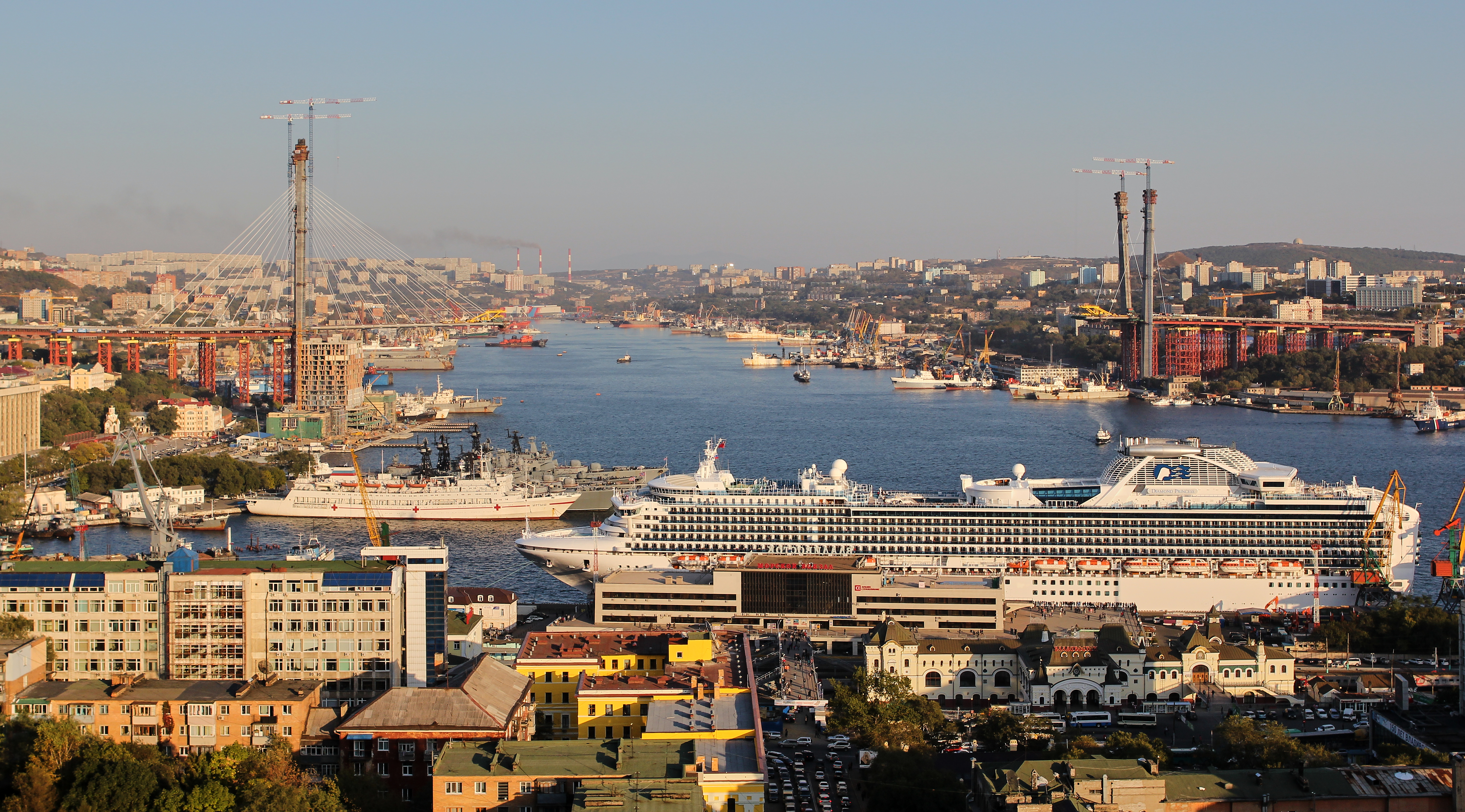
Октябрь 2011
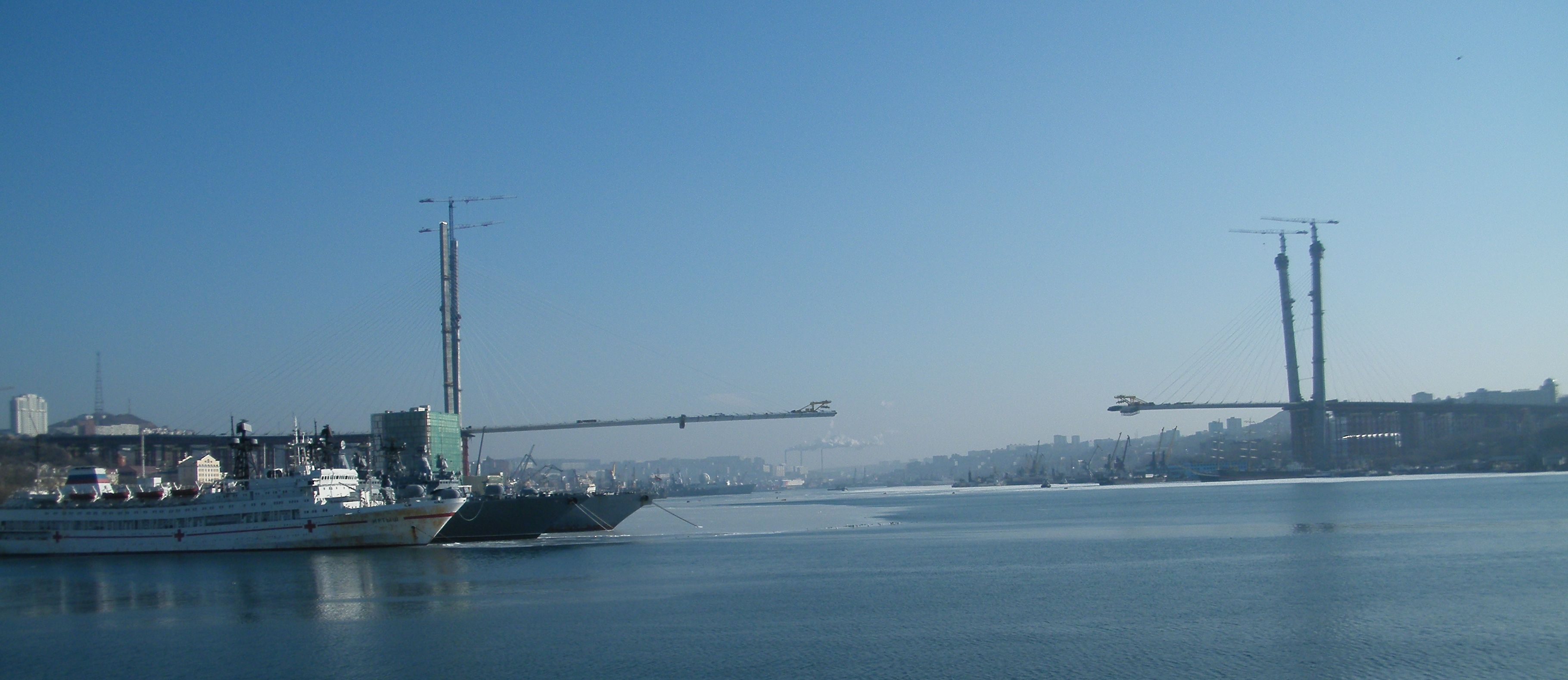
Январь 2012
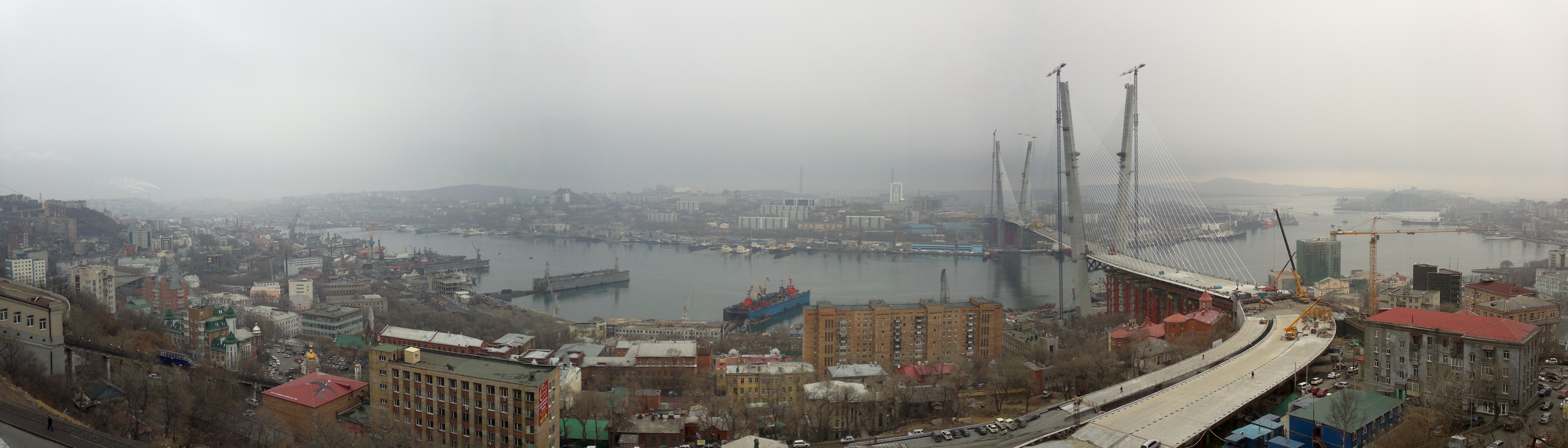
Март 2012

## Коррупция
В 2014 году контрольно-счётная палата Приморского края выявила факт завышения начальной максимальной цены на 889 млн рублей. В 2016 году руководители ТМК признали факт хищения 100 млн рублей.

## Название
На протяжении всего строительства мост не имел официального названия. Мэрия и инициативные группы граждан проводили интернет-опросы с вариантами названия. Название «Золотой мост» было официально утверждено комиссией по городской топонимике 3 сентября 2012 года.

## Происшествия
11 февраля в 14:55 при проведении сварочных работ загорелся утеплитель опалубки площадью около четырёх квадратных метров. Благодаря слаженным действиям строителям моста с помощью средств пожаротушения удалось своими силами вовремя погасить пламя ещё до приезда пожарных, не дав огню разгореться. 

## Параметры
Мост через бухту Золотой рог во Владивостоке построен из российской стали, собранной в блоки на Находкинском судоремонтном заводе. Ванты для сооружения изготовила французская фирма «Фрейссине Интернасьональ энд Компани».
- Длина моста — 1388,09 м.
- Протяжённость мостового перехода по основному створу — 2,1 км.
- Схема мостового перехода 49,98+2×90+100+737+100+2×90+41,94 м в виде вантового двухпилонного пролётного строения. Ванты расположены веером.
- Число полос движения — 6.
- Габарит проезжей части 9,5+1+9,5+2×4,25 м.
- Подмостовой габарит по высоте — 64,25 м. Это даёт возможность свободно проходить под мостом любым крупным судам.
- Главный пролёт — 737 м.
- Высота пилонов от уровня ростверков — 226,25 м.
- Размеры железобетонной плиты под пилон — 36×64×12 м.
- Всего длина эстакад, подходов — 331,2 м.
- Габарит — 9,65×2+0,7×2 м.
- Ветровая нагрузка (способность выдерживать порывы ветра до определённой скорости) — до 47 м/с[29].
- Сейсмическая нагрузка (способность выдерживать землетрясения до определённого балла) — 8 баллов[29].

Проектом предусмотрено строительство автодорожного тоннеля под четыре полосы движения — две полосы в прямом направлении и две — в обратном. Длина тоннеля — около 250 м. Между направлениями движения сплошная общая стенка. Габарит проезда по ширине каждого направления — 9,0 м, по высоте — 5,7 м. Сооружён открытым способом.
Заявленная стоимость строительства — 17 906 695 348 руб. в текущих ценах 2011 года. 19 877 200 000 рублей, что соответствует примерно 605 000 000 $ — общий объём финансирования на 2012 год (по информации ЗАО «ТМК»).

## Галерея

Мост на видах Владивостока
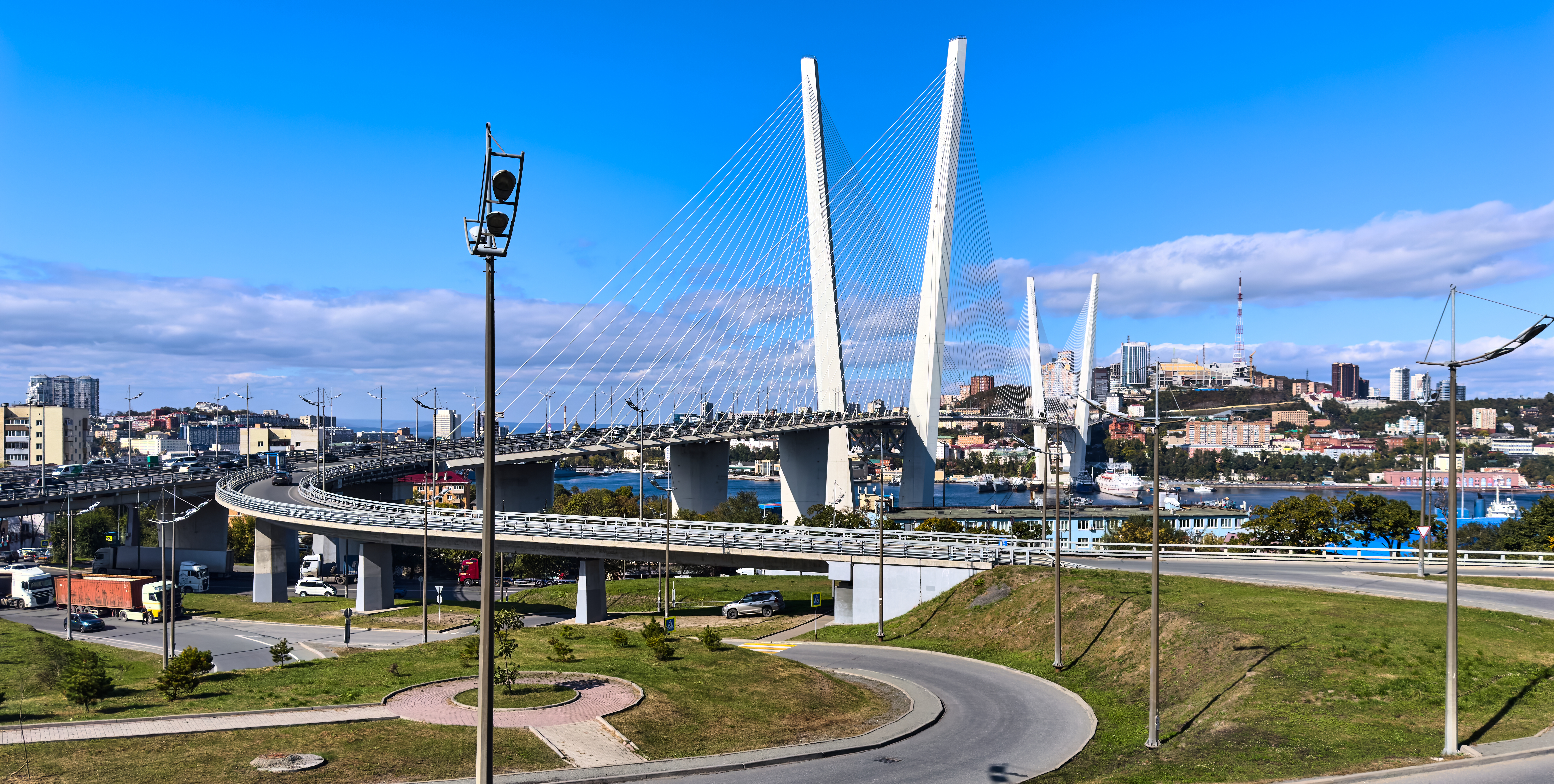
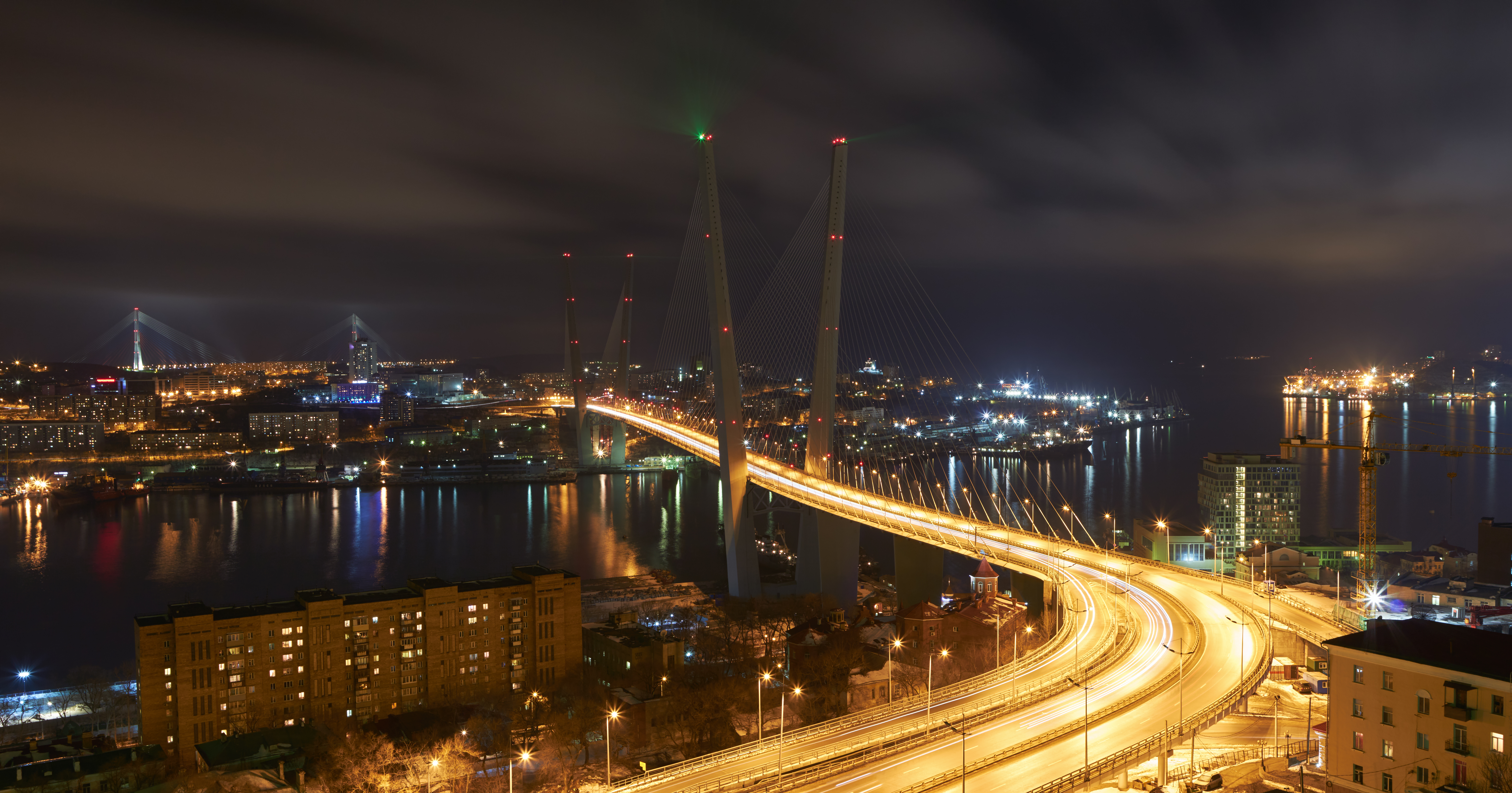
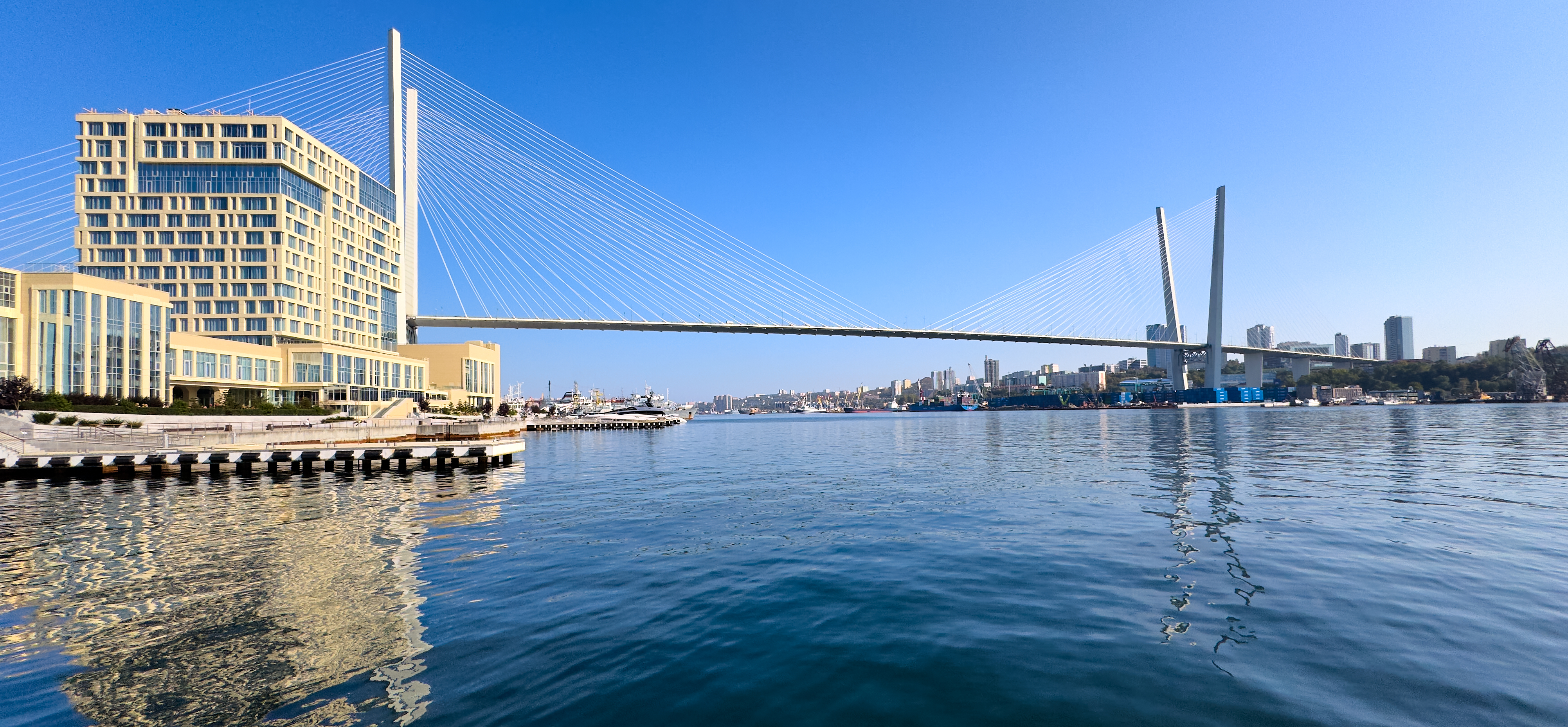
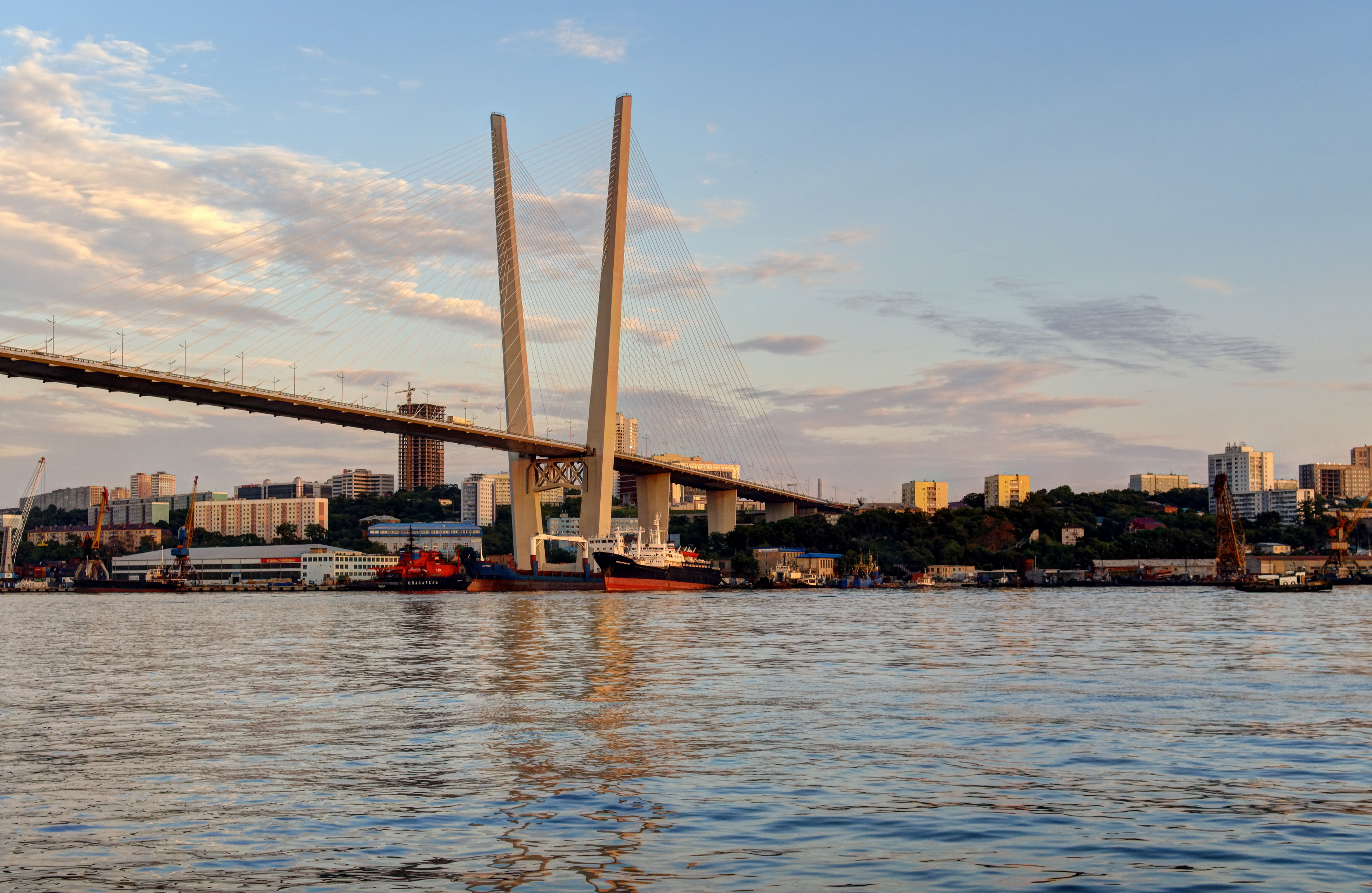
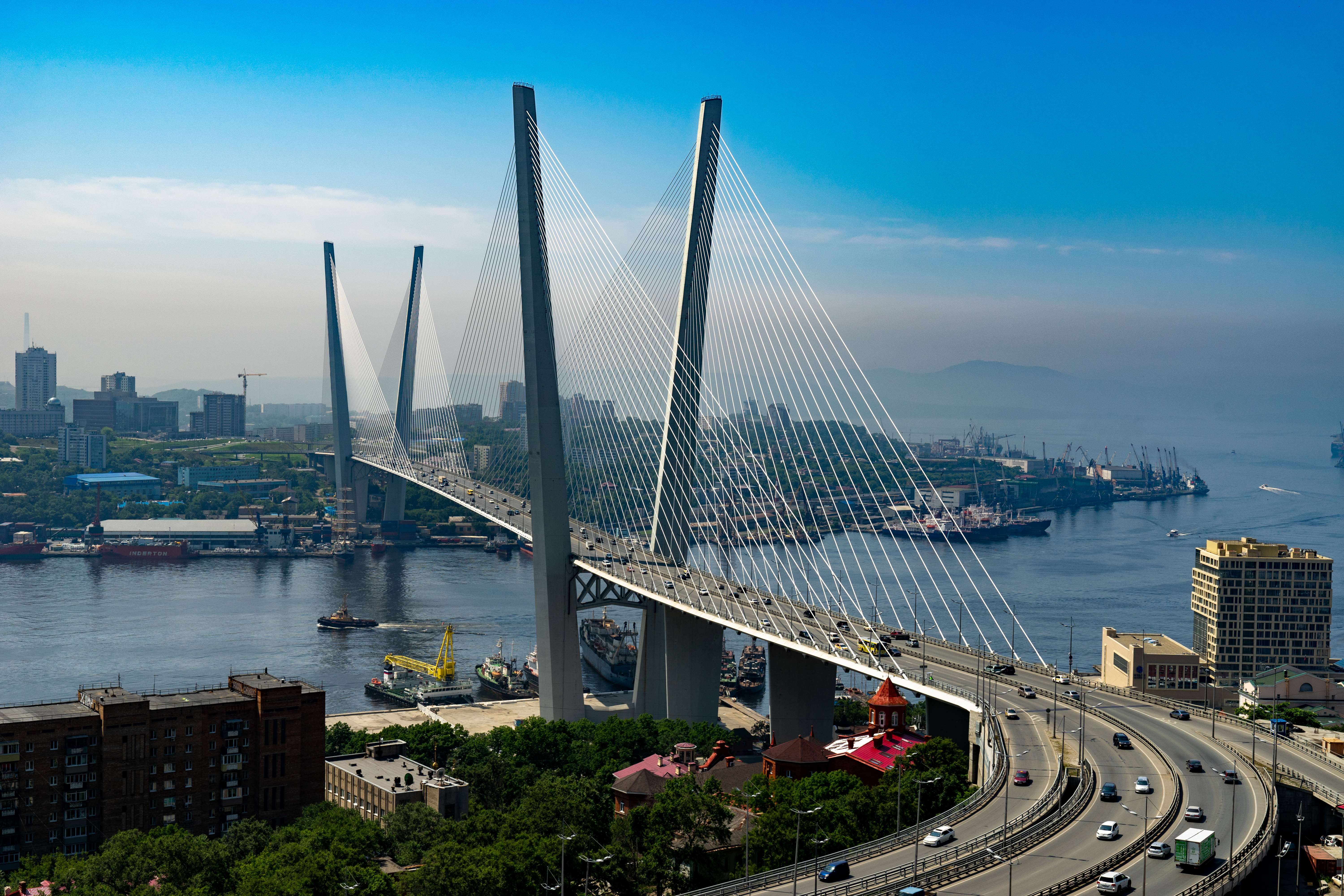
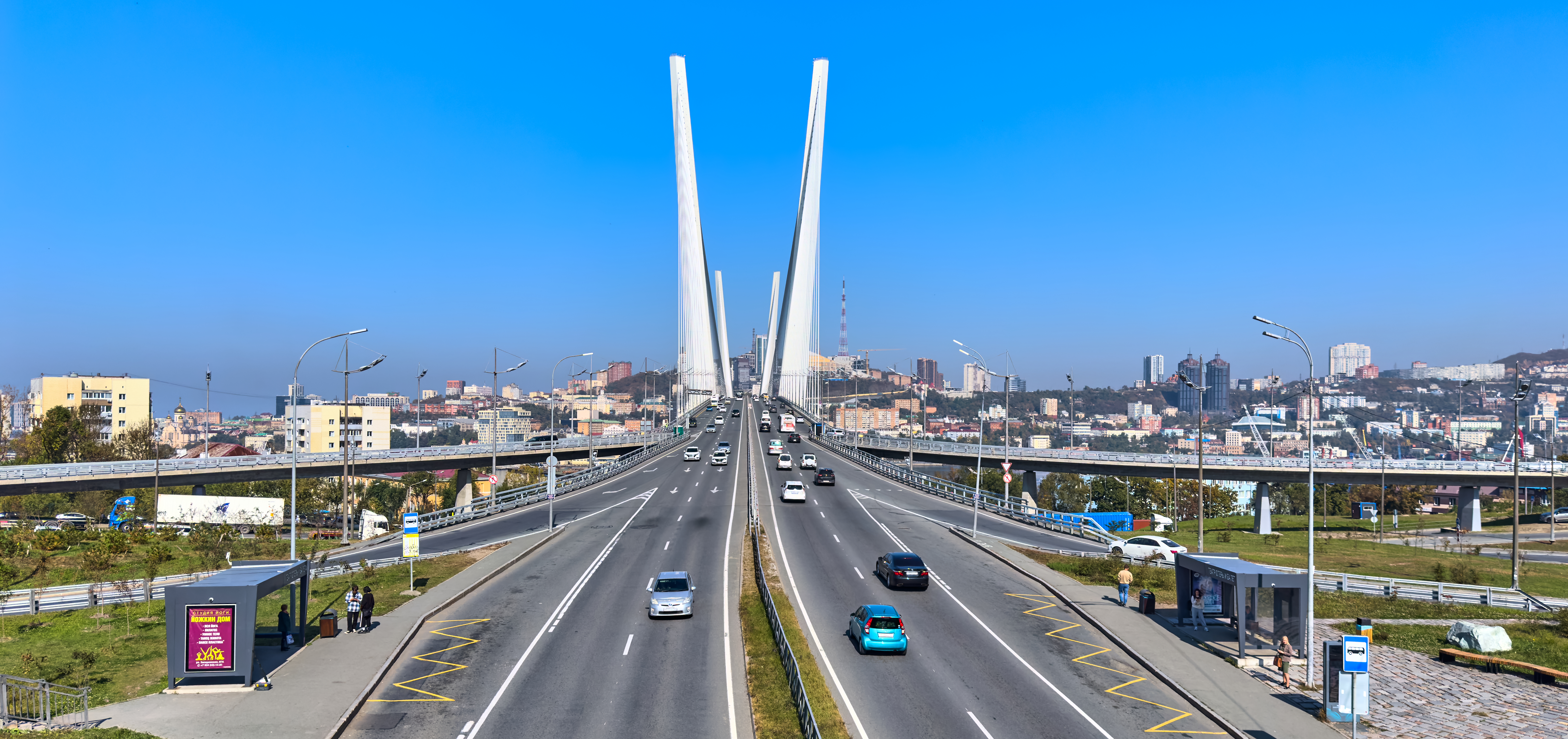
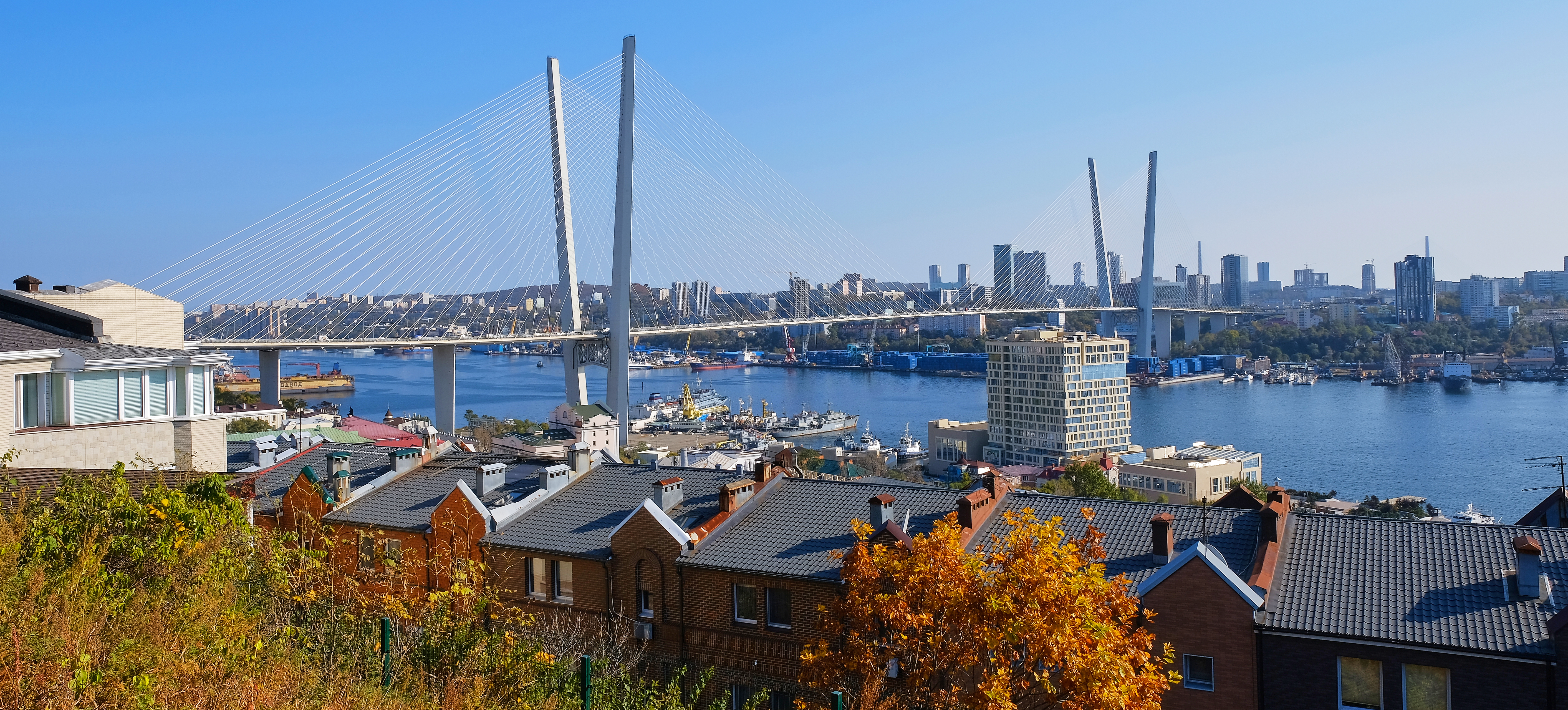